# 千代田計器工作所
千代田計器工作所（ちよだけいきこうさくじょ）は、かつて(戦前～戦後？)芝公園にあり、もともと屋号のとおり計量器具を製造していたが、その技術を活かし鉄道模型も手がけた。当時としては少数派のスケールモデルを生産していた。電気機関車の35mmゲージなどの模型を製造、販売していた。
当時、関電機製作所、朝日屋等のメーカーが当時主流であった玩具的なティンプレートを生産していたのに対して、比較的早い時期からスケールモデルを手がけており、カワイモデルと双璧をなしていた。有楽町の電気博物館内にあった模型店、グランツカンパニー等で取り扱っていたが、当時の所得水準を考えると極めて高価で、購入出来たのは極一部の限られた愛好家であったであろうと考えられる。
その妥協を排したつくりは今尚、見る者を魅了する。後の精密模型メーカーにも影響を与えたと思われる。生産台数が元々少なかった事と、戦災、戦後の混乱の為現存する数は少なく、知名度は低いが、日本の鉄道模型業界の一時期を飾ったメーカーであった。

## 製品
千代田計器の特色のある製品として鉄道模型の32mmゲージがある。32mmゲージは既に国際的にOゲージとして使われていた模型軌間で、千代田計器では縮尺を1/42（ないし1/40）として海外のOゲージ車輛と並べて走らせてもさほど違和感のない大きさとしている。32mmゲージに1/40や1/42の縮尺では鉄道省（後の日本国有鉄道 （国鉄）・JRグループ)などが採用している狭軌の車輛を正確に模型化することは出来ないが、千代田計器では国際的なOゲージとの共通性を重視してこの規格を採用したとされる。この考え方を基にして日本のOゲージ規格「零番ゲージ」（軌間32mm・日本型の縮尺1/45)が作られた。「零番ゲージ」に倣って後に「16番ゲージ」や日本型Nゲージ規格が作られたことを考えると、千代田計器の32mmゲージ製品は日本の鉄道模型規格の原点の一つといえる。但し実際の製品は他社の10倍前後の高価格であったため普及はしなかった。